# Carceri di Sant’Ansano

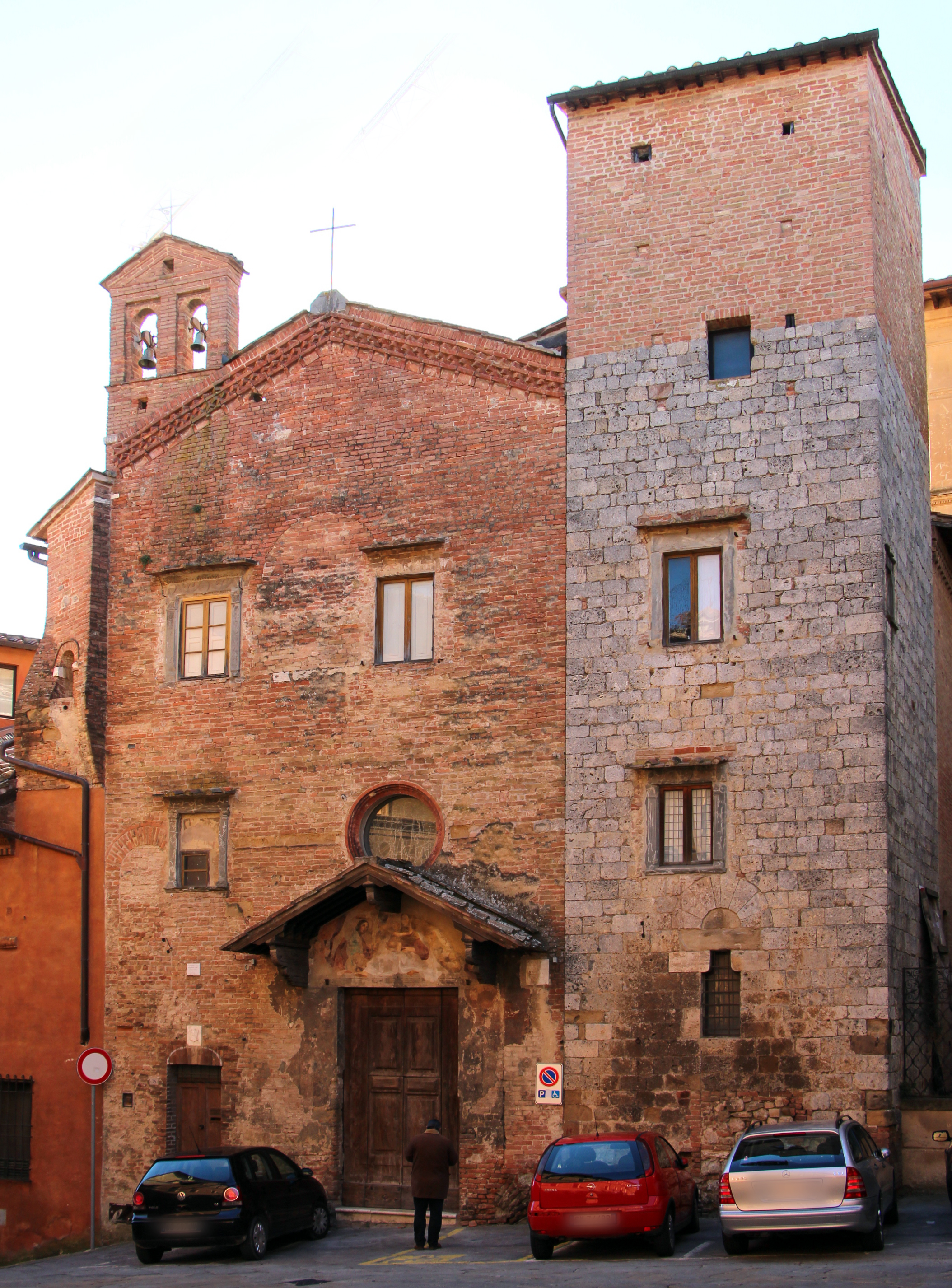
Carceri di Sant’Ansano

Die Chiesa delle Carceri di Sant’Ansano (Kirche des Gefängnisses des heiligen Ansanus) befindet sich in Siena, in der Via San Quirico.

## Geschichte und Beschreibung
Der Name der Kirche leitet sich von der Legende des heiligen Ansanus ab, nach der der Missionar von Siena in der zweiten Hälfte des 3. Jahrhunderts in dem Steinturm gefangen gehalten wurde, der noch heute neben der Kirche aus dem 12./13. Jahrhundert steht. Von 1441 bis 1663 ist dokumentiert, dass die Kirche von der Contrada della Tartuca als Oratorium genutzt wurde.
Über dem Portal befinden sich Fragmente eines Freskos der Madonna mit Kind zwischen den Heiligen Ansanus und Katharina von Siena von Francesco Rustici, genannt „Rustichino“. Auf der Ziegelfassade, die verschiedene Veränderungen erfahren hat, befindet sich ein rundes Glasfenster aus der Mitte des 17. Jahrhunderts, das den Titularheiligen und die heraldischen Insignien des Auftraggebers, des Kardinalbischofs von Siena Antonio Casini (1409–1427), darstellt.
Wichtige Dokumente der Dekoration des 15. Jahrhunderts sind die beiden Fresken an der linken Wand des Innenraums. Weitere interessante künstlerische Zeugnisse gehen auf den Beginn des 17. Jahrhunderts zurück: das Altarbild des Hochaltars, das den Prozess des Heiligen Ansanus vor der Gericht in Lisia darstellt, ausgeführt von Rustichino, und die Wandmalereien von dessen Vater, Vincenzo Rustici, die Gott Vater und die Verkündigung darstellen.
Die Kirche befindet sich heute im Besitz der Opera della Metropolitana. Normalerweise ist sie für die Öffentlichkeit geschlossen, sie wird aber jedes Jahr am Morgen des 1. Dezember geöffnet, zum Fest des heiligen Märtyrers Ansanus, des Schutzpatrons von Siena.